# Florida Ruffin Ridley
Florida Ruffin Ridley (Boston, 29 de janeiro de 1861 – Toledo, 25 de fevereiro de 1943) foi uma ativista pelos direitos civis, sufragista, professora, escritora e editora norte-americana. Ela foi uma das primeiras professoras negras de escola pública em Boston e foi editora do Woman's Era, primeiro jornal dos Estados Unidos publicado por e para mulheres afro-americanas.

## Início de vida e carreira
Florida Ruffin Ridley nasceu em 29 de janeiro de 1861 em uma ilustre família de Boston. Seu pai, George Lewis Ruffin, foi o primeiro negro a formar-se na Harvard Law School e o primeiro juiz negro dos Estados Unidos. Sua mãe, Josephine St. Pierre Ruffin, foi uma notável escritora, ativista pelos direitos civis e sufragista.
Ridley frequentou escolas públicas de Boston e formou-se no Boston Teachers' College em 1882. Ela foi a segunda professora negra a lecionar em escolas públicas da cidade. Ela trabalhou na Grant School de 1880 até seu casamento em 1888 com Ulysses A. Ridley, dono de uma alfaiataria no centro de Boston. O casal se mudou para Brookline, Massachusetts em 1896, onde possivelmente foram os primeiros proprietários afro-americanos da cidade. Ridley foi uma das fundadoras da Second Unitarian Church em Brookline. Ela e seu marido tiveram uma filha, Constance, e um filho, Ulysses A. Ridley, Jr.

## Ativismo
Seguindo os passos da sua mãe, Ridley tornou-se politicamente ativa durante a juventude. Ela esteve envolvida no início dos movimentos a favor do sufrágio feminino e também foi ativista anti-linchamento.
Com sua mãe e Maria Louise Baldwin, Ridley co-fundou inúmeras organizações não-lucrativas. Em 1894, elas fundaram o Woman's Era Club (posteriormente renomeado New Era Club), um grupo de defesa das mulheres negras. Em 1895, elas fundaram o que mais tarde tornou-se o National Association of Colored Women's Clubs (Associação Nacional de Clubes de Mulheres de Cor); as palestrantes do primeiro encontro incluíram a abolicionista e líder religiosa Eliza Ann Gardner, a notável estudiosa afro-americana Anna J. Cooper e Ella Smith, a primeira mulher negra a receber o grau de Master of Arts (M.A.) no Wellesley College. Em 1918, Ridley, Ruffin e Baldwin fundaram a Liga das Mulheres pelo Serviço Comunitário. A liga, que atualmente ainda existe, fornecia serviços sociais, educacionais e de caridade para a comunidade negra. Em 1923, Ridley concebeu e dirigiu uma exibição sobre abolição e conquistas dos negros na Biblioteca Pública de Boston em nome da liga.
Ridley, que tinha um interesse especial pela história negra, também co-fundou a Society for the Collection of Negro Folklore em 1890, e fundou a Society of the Descendants of Early New England Negroes nos anos 1920.

## Carreira de escritora
Como jornalista e ensaísta, Ridley escreveu principalmente sobre a história negra e relações raciais na Nova Inglaterra. Ela contribuiu para o Journal of Negro History, The Boston Globe, e outros periódicos, e também publicou uma série de contos. Ela foi membro do Saturday Evening Quill Club, grupo organizado pelo editor e colunista do Boston Post Eugene Gordon in 1925. Outros membros notáveis do grupo eram Pauline Hopkins and Dorothy West. O Saturday Evening Quill, jornal anual do grupo, publicava trabalhos de artistas e escritoras afro-americanas, incluindo Ridley, Helene Johnson, e Lois Mailou Jones.
Ridley também foi editora do Woman's Era, o primeiro jornal dos Estados Unidos publicado por e para mulheres negras.

## Morte
Ridley faleceu na casa da sua filha em Toledo, Ohio, em 25 de fevereiro de 1943. Sua casa na Charles Street é uma parada da Boston Women's Heritage Trail, série de passeios a pé em Boston a locais importantes para a história das mulheres da cidade.

## Legado
A partir de setembro de 2020, a Coolidge Corner School, em Brookline, será renomeada como Florida Ruffin Ridley School em sua homenagem.